# 肝圆韧带
在解剖学上，肝圆韧带是存在于肝镰状韧带边缘部分的退化组织，肝圆韧带将肝左叶分割成左内叶和左外叶。
肝圆韧带是由胎儿时期的脐静脉闭锁而成。因此肝圆韧带只存在胎盘哺乳动物中。脐静脉特定存在于胎儿出生后一两个月内，随后退化为纤维组织——肝圆韧带。
脐静脉/肝圆韧带嵌入脐周围，是前腹壁内表面的重要标志。

## 附加图像

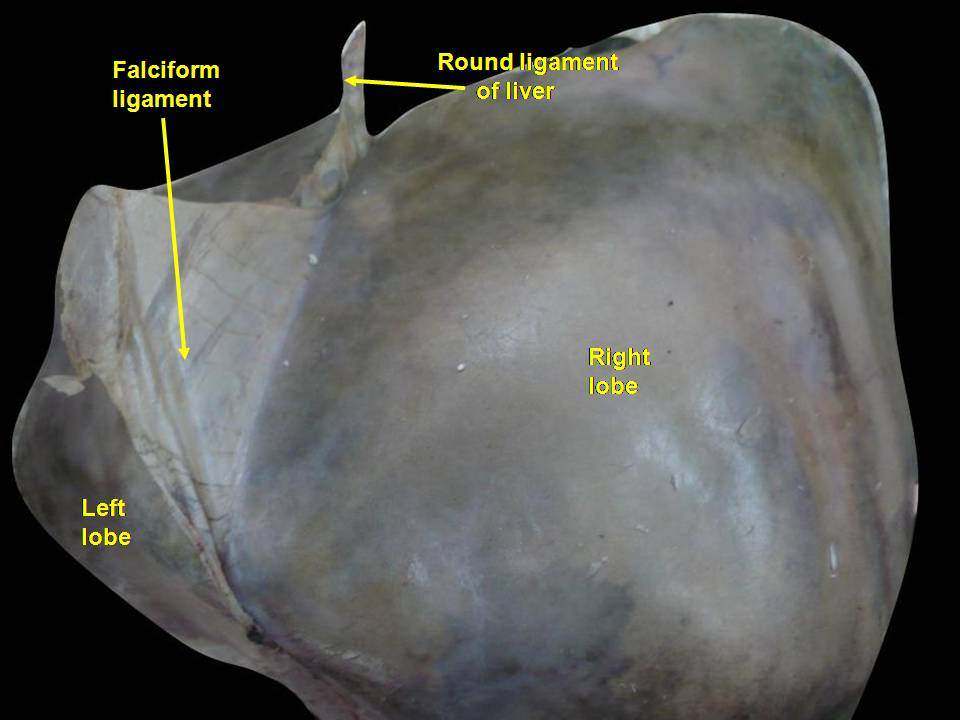
肝脏的肝圆韧带。膈面的肝脏。